# KFOR
KFOR (eng. Kosovo Force) ili snage na Kosovu su međunarodne mirovne snage pod vodstvom NATO saveza. Zadatak KFOR-a je očuvanje reda, mira i stvaranja sigurnosti na Kosovu nakon rata na Kosovu. Glavo sjedište KFOR-a nalazi se u Prištini, glavnom gradu Republike Kosovo.
KFOR na Kosovu djeluju od 12. lipnja 1999., a temelji se na Kumanovskom sporazumu, koji su potpisali s vladom Jugoslavije i Srbije i Rezoluciji Vijeća sigurnosti UN 1244.
Trenutno KFOR broji oko 4000 vojnika.

## Vanjske poveznice
- Službena stranica
- Radio KFOR